# Poyatos
Poyatos è un comune spagnolo di 67 abitanti situato nella comunità autonoma di Castiglia-La Mancia.

## Storia

### Simboli
Nello stemma tripartito, adottato nel 2022, sono rappresentati: gli attributi vescovili di Miguel Muñoz, nato a Poyatos nel 1490, che fu prelato di Cuenca; il blasone della famiglia Albornoz, primi signori del paese a partire dal XIV secolo; il ponte Barbazoso costruito intorno al XII secolo, con onde che rappresentano la ricchezza idrica del territorio.